# Prymas w Komańczy
Prymas w Komańczy – spektakl telewizyjny Sceny Faktu Teatru Telewizji z 2009 roku w reżyserii Pawła Woldana, opowiadające o pobycie kard. Stefana Wyszyńskiego w miejscu odosobnienia w klasztorze sióstr nazaretanek w Komańczy od października 1955 do października 1956.
Autor scenariusza oparł się na wspomnieniach Marii Okońskiej – założycielki „Ósemek” (Zgromadzenia Dziewcząt), paulina o. Jerzego Tomzińskiego i siostry Stanisławy Nemeczek, jak również na Zapiskach więziennych kard. Stefana Wyszyńskiego. Wykorzystane też zostały dokumenty zgromadzone w Instytucie Prymasowskim oraz materiały operacyjne MBP. Zdjęcia realizowano w Komańczy i na Jasnej Górze.

## Fabuła
W przedstawieniu Sceny Faktu ukazano okoliczności powstania Jasnogórskich Ślubów Narodu Polskiego. Prymas Tysiąclecia przebywał w Komańczy, gdzie mogli go już odwiedzać biskupi polscy, najbliżsi współpracownicy i rodzina. W dramacie pojawiają się osoby związane z przygotowaniami jasnogórskich uroczystości, które miały miejsce 26 sierpnia 1956. Powstały w Komańczy program duszpasterski miał za zadanie obronę Polaków przed postępującą akcją komunistów, polegającą na zniewoleniu i terrorze. Śluby stały się momentem przełomowym w dziejach PRL. Na scenie pojawiają się takie postacie polityki jak: Władysław Gomułka, Zenon Kliszko, Władysław Bieńkowski czy Julia Brystigerowa.

## Obsada
- Olgierd Łukaszewicz jako Prymas Stefan Kardynał Wyszyński
- Magdalena Różczka jako Maria Okońska
- Anna Cieślak jako Lilka Wantowska
- Anna Grycewicz jako Janka Michalska
- Dorota Pomykała jako Siostra Przełożona
- Dominika Kluźniak jako Siostra Stanisława
- Józef Fryźlewicz jako ojciec Prymasa Stanisław Wyszyński
- Henryk Talar jako o. Alojzy Wrzalik OSPPE
- Artur Barciś jako o. Jerzy Tomziński OSPPE
- Jerzy Grałek jako o. Teofil Krauze OSPPE
- Krzysztof Globisz jako bp Zygmunt Choromański
- Marek Kępiński jako bp Michał Klepacz
- Ewa Dałkowska jako Julia Brystiger
- Paweł Nowisz jako Władysław Gomułka
- Piotr Pilitowski jako Zenon Kliszko
- Radosław Krzyżowski jako Władysław Bieńkowski
- Adam Ferency jako pułkownik UB
- Bartłomiej Topa jako porucznik UB
- Adam Bauman jako funkcjonariusz UB I
- Zdzisław Starczynowski jako funkcjonariusz UB II
- Jan Monczka jako komendant
- Michał Kula jako major UB
- Robert Chodur jako ksiądz 1
- Bogusław Faciejew jako ksiądz 2
- Jacek Kremski jako zakonnik
- Katarzyna Kremska jako zakonnica
- Andrzej Ferenc jako lektor

## Nagrody
Spektakl Pawła Woldana został nagrodzony w Niepokalanowie w 2010 podczas Międzynarodowego Festiwalu Filmów Katolickich i Multimediów, otrzymując II nagrodę w kategorii film fabularny.